# Conselheiro Lafaiete
Conselheiro Lafaiete város Brazíliában, Minas Gerais államban. Lakosainak száma 131 621 fő (2022). Conselheiro Lafaiete Santana dos Montes, Itaverava, Queluzito, São Brás do Suaçuí, Bom Jesus do Congonhas-zarándoktemplom, Cristiano Otoni és Ouro Branco községekkel határos.

## Népesség
A település népességének változása:
| Lakosok száma | 102 836 | 116 512 | 129 606 | 130 584 | 131 621 |
|               | 2000    | 2010    | 2020    | 2021    | 2022    |